# ジャック・ベッケル
ジャック・ベッケル （Jacques Becker, 1906年9月15日 - 1960年2月21日） は、フランスの映画監督、脚本家。フランソワ・トリュフォーをはじめとするヌーヴェルヴァーグの監督たちに敬愛された数少ないフランス人監督の一人である。

## 来歴
1906年9月15日、パリで生まれる。幼少期に画家のポール・セザンヌを通じてジャン・ルノワールと知り合い、1931年から1938年まで助監督を務めた。
1942年、初の長編となる『最後の切り札』を発表。以後、『赤い手のグッピー』（1943年）や『偽れる装い』（1945年）といった作品を発表する。1947年の『幸福の設計』はカンヌ国際映画祭で恋愛心理映画賞を、1949年の『七月のランデヴー』はルイ・デリュック賞を受賞した。これらの作品は1951年の『エドワールとキャロリーヌ』とともに「パリ市井三部作」として知られる。
1952年、シモーヌ・シニョレを起用した『肉体の冠』を発表。1954年の『現金に手を出すな』はフレンチ・フィルム・ノワールの古典として知られ、ジャン・ギャバンにヴェネツィア国際映画祭男優賞をもたらした。1958年にはジェラール・フィリップを起用し、アメデオ・モディリアーニの半生を描いた『モンパルナスの灯』を発表した。同作はマックス・オフュルスが生前に企画していたものである。1960年の『穴』は脱獄映画の傑作として知られる。同年2月21日、53歳で病死した。

### 私生活
1956年に女優のフランソワーズ・ファビアンと結婚した。息子のジャンは映画監督に、エチエンヌは撮影監督になった。孫のルイはプロデューサーである。

## 監督作品

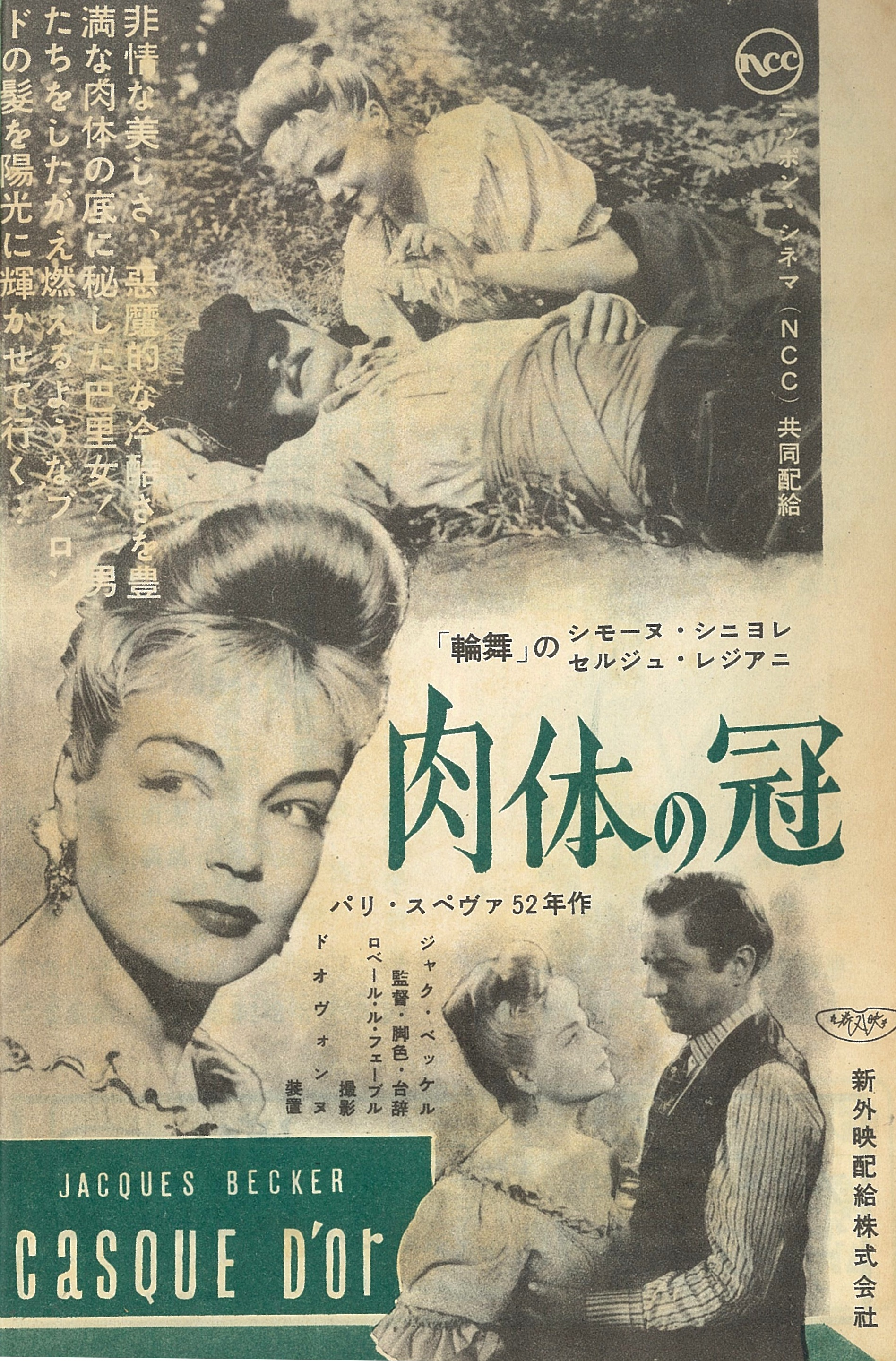
肉体の冠

- 最後の切り札 Dernier Atout （1942年）
- 赤い手のグッピー Goupi mains rouges （1943年）
- 偽れる装い Falbalas （1945年）
- 幸福の設計 Antoine et Antoinette （1947年）
- 七月のランデヴー Rendez-vous de juillet （1949年）
- エドワールとキャロリーヌ Édouard et Caroline （1951年）
- 肉体の冠 Casque d'or （1952年）
- エストラパード街 Rue de l'estrapade （1953年）
- 現金に手を出すな Touchez pas au grisbi （1954年）
- アラブの盗賊 Ali Baba et les quarante voleurs （1954年） DVD題『アリババと四十人の盗賊』
- 怪盗ルパン Les Aventures d'Arsène Lupin （1957年）
- モンパルナスの灯 Les Amants de Montparnasse / Montparnasse 19 （1958年）
- 穴 Le Trou （1960年）